# Lifting czoła
Lifting czoła (ang. Forehead) – zabieg z zakresu chirurgii plastycznej mający na celu odmłodzenie wyglądu twarzy. W ramach zabiegu redukowane są zmarszczki czoła (również mimiczne) oraz pomiędzy brwiami, podniesione zostają brwi i powieki, efekt końcowy to mniej zmęczony wygląd twarzy. Zabieg zazwyczaj łączony jest z plastyką brwi i wykonywany jest u osób starszych, u których zmarszczki w tej okolicy są dość wyraźne. 

## Kandydat
Najlepszym kandydatem do zabiegu jest osoba mająca realne oczekiwania względem efektu końcowego zabiegu, ciesząca się ogólnie dobrym stanem zdrowia, wolna od nałogu tytoniowego. Na lifting czoła decydują się osoby u których uwidoczniły się w wyraźny sposób zmarszczki czoła, które istotnie postarzają jej wygląd. Limit wiekowy nie został ustalony, zabieg jest wykonywany w każdym wieku o ile brak jest innych przeciwwskazań. Okolice brwi i czoło to jeden z tych obszarów, gdzie zmarszczki pojawiają się najszybciej. Zmarszczki likwidowane są przy pomocy wypełniaczy bądź botoksu, lifting czoła zapewnia trwalszy efekt. 

## Bezpieczeństwo zabiegu
Każda procedura chirurgiczna wiąże się z ryzykiem wystąpienia powikłań. Podczas wykonywania zabiegu liftingu czoła nie wykluczone jest wdanie się infekcji, nadmiernego krwawienia, obrzęków, przebarwień skóry bądź miejscowej zmiany czucia oraz słabe gojenie się ran lub przerostowe blizny. Powikłania te występują niezmiernie rzadko nie można jednak całkowicie wykluczyć możliwości ich wystąpienia.

## Konsultacja
Każda procedura chirurgiczna poprzedzana jest konsultacjami lekarskimi. Aby zabieg mógł się odbyć lekarz wyklucza istnienie przeciwwskazań, weryfikuje stan zdrowia, zleca wykonanie odpowiednich badań. Palenie papierosów lub zażywanie niektórych leków może decydować o sprawności przebiegu procesu gojenia. Rozmowa z chirurgiem ma pomóc w podjęciu właściwej decyzji zapewniającej możliwe najlepsze do osiągnięcia rezultaty uwzględniające oczekiwania samego pacjenta.

## Przebieg zabiegu
Przez wiele lat wypracowano wiele odrębnych technik wykonywania plastyki czoła. Metoda wykorzystująca nacięcie „coronal” od ucha do ucha wzdłuż linii włosów, prawie zupełnie wyparta została przez endoskopową plastykę czoła. W tradycyjnej metodzie otwartej, w której blizna ukrywana jest pod włosami rezultat uzyskuje się poprzez korekcję mięśni.
Za wykorzystaniem metody endoskopowej przemawia minimalna ingerencja w ludzki organizm przez co łatwiej uniknąć ewentualnych powikłań, a w wyniku zabiegu powstaje dużo mniejsza bliznę. Do korekcji chirurg wykorzystuje soczewkę światłowodową, która wraz z narzędziami chirurgicznymi prowadzana jest do miejsca docelowego przez wcześniej wykonane nacięcia, a przebieg zabiegu widoczny jest na ekranie monitora. Cięcia mają długość ok. pół cala i rozmieszczone są powyżej linii włosów. Efekty zabiegu widoczne są od razu po zabiegu jednak pełny efekt widoczny jest po ustąpieniu obrzęków i zasinień.

## Rekonwalescencja
Po zabiegu głowa może zostać owinięta bandażem, w celu minimalizacji zasinienia i zmniejszenia ewentualnych obrzęków. Po tygodniu powinny ustąpić wszelkie obrzęki i zasinienia. Całkowity powrót do zdrowia to nawet kilka miesięcy w zależności od wybranej metody zabiegu. Po tygodniu podczas wizyty kontrolnej ściągane są szwy.

## Alternatywne zabiegi
Zmarszczki w okolicy czoła można zniwelować wykorzystując:
- Botoks,
- Osocze bogatopłytkowe,
- Kwas hialuronowy,
- Pellevé.